# Distretto di Wor Mamay
Il distretto di Wor Mamay è un distretto dell'Afghanistan appartenente alla provincia della Paktika.